# Södermanlands runinskrifter 22
Södermanlands runinskrifter 22 är en runsten som sedan 1907 har stått vid vägen cirka 50 meter sydöst om Mörkö kyrka. Stenen hittades sommaren 1901 på Haga äng strax söder om torpet Harlöt, där tidigare en körväg gått över ett låglänt område som tidigare bör ha varit sankt. Stenen av granit är restaurerad och sammanfogad av fyra större delar. Den är två meter hög och omkring 1,9 meter bred och cirka 40 centimeter tjock. Runhöjden är 10-12 centimeter. Stenen är fastgjuten i ett postament. Ristningen vetter mot söder. Ytan är delvis vittrad.

## Inskriften
Translitterering av runraden:
· þr-skr : auk : f(r)usti : litu : k(a)r[a] (:) (b)[ro : a]uk · (l)itu : raisa : s(t)(i)[n] : at : orma : faþur : s[i]n : koþan
Normalisering till runsvenska:
Þr[y]zkR ok Frosti letu gæra bro ok letu ræisa stæin at Orma, faður sinn goðan.
Översättning till nusvenska:
Tydisk och Froste läto göra bron och läto resa stenen efter Orme, sin fader god.